# 新潟県道369号黒部柏崎線
新潟県道369号黒部柏崎線（にいがたけんどう369ごう くろべかしわざきせん）は新潟県柏崎市を起点に、同県刈羽郡刈羽村を経由し柏崎市に至る一般県道である。

## 概要

### 路線データ
- 起点：新潟県柏崎市西山町黒部字橋場（国道116号・新潟県道574号寺泊西山線交点）
- 終点：新潟県柏崎市大字鯨波字鴨ククリ乙（国道8号交点）

## 通過する自治体
- 新潟県
  - 柏崎市 - 刈羽郡刈羽村 - 柏崎市

## 接続する道路
- 国道116号（西山バイパス）・新潟県道574号寺泊西山線（起点：黒部交差点）
- 新潟県道373号向山西山停車場線（柏崎市西山町西山地内（「西山郵便局」西方 - 「西山駅」北方）で重複）
- 新潟県道147号西山停車場線（柏崎市西山町西山地内（「西山駅」北方 - 県道23号交点）で重複）
- 新潟県道23号柏崎高浜堀之内線（柏崎市西山町西山 - 刈羽村大字滝谷（県道73号交点）で重複）
- 新潟県道73号鯨波宮川線（刈羽村大字滝谷 - 山崎交差点で重複）
- 新潟県道148号刈羽停車場線（山崎交差点 - 刈羽村大字刈羽（「刈羽駅」西方）で重複）
- 新潟県道149号荒浜停車場線（刈羽村大字下高町）
- 新潟県道215号荒浜中田線（刈羽村大字正明寺 - 柏崎市大字長崎で重複）
- 新潟県道150号西中通停車場線（柏崎市大字山本）
- 新潟県道151号東柏崎停車場線（諏訪町交差点 - 西本町（1丁目北）交差点で重複）
- 新潟県道37号柏崎停車場線（西本町（1丁目北）交差点）
- 国道352号・国道402号・国道460号（北陸道）（西本町（1丁目北）交差点 - 西本町（2丁目）交差点で重複）（「国道352号」・「国道402号」・「国道460号」重複区間）
- 新潟県道316号柏崎港線（柏崎市西本町3丁目 - 柏崎市番神1丁目で重複）
- 国道8号（北陸道）（終点：柏崎市大字鯨波字鴨ククリ乙）

## 周辺
- JR越後線
  - 西山駅 - 刈羽駅 - 荒浜駅 - 西中通駅 - 東柏崎駅 - 柏崎駅
- JR信越本線
  - 柏崎駅 - 鯨波駅
- 国税庁 関東信越国税局 柏崎税務署
- 新潟家庭裁判所 長岡支部 柏崎出張所
- 新潟県柏崎地域振興局・健康福祉部（柏崎保健所）
- 医療法人財団公仁会 柏崎中央病院
- 柏崎市消防本部 柏崎市消防署 西本町分遣所
- 刈羽村役場
- 柏崎市役所 本庁舎・教育分館・第二分館
- 新潟県立柏崎常盤高等学校
- 新潟県立柏崎高等学校
- 新潟県立柏崎工業高等学校
- 刈羽村立刈羽中学校
- 刈羽村立刈羽小学校
- 柏崎市立瑞穂中学校
- 柏崎市立第二中学校
- 柏崎市立第一中学校
- 柏崎市立二田小学校
- 柏崎市立日吉小学校
- 柏崎市立槇原小学校
- 柏崎市立柏崎小学校
- 柏崎市立大洲小学校
- 第四北越銀行
  - 西山支店
  - 柏崎支店
- 柏崎信用金庫 諏訪町支店
- 新潟県労働金庫 柏崎支店
- JA柏崎 刈羽支店
- 西山郵便局
- 刈羽郵便局
- 荒浜駅前郵便局
- 柏崎西中通郵便局
- 柏崎春日郵便局
- 柏崎諏訪郵便局
- 柏崎東本町郵便局
- 柏崎西本町郵便局
- 柏崎中浜郵便局
- 柏崎鯨波郵便局
- 東京電力 柏崎刈羽原子力発電所
- ティクスIKS 新潟工場（IKSブランド（石油／天然ガス）掘削用バルブ・ウェルヘッド製造）
- 日本ドレッサー 刈羽事業所
- リケン 柏崎事業所 柏崎工場
- コメリハードアンドグリーン 西山店
- コメリパワー 柏崎店
- アテーナ 柏崎店
- ひらせいホームセンター 柏崎店
- ナルス キャンドゥ西山店
- 原信 柏崎東店
- 良食生活館 柏崎店
- イトーヨーカドー丸大 柏崎店
- 柏崎ショッピングモール フォンジェ
  - クスリのコダマ 柏崎フォンジェ店
- クスリのアオキ 新花町店
- 新潟県立柏崎アクアパーク
  - プール
  - アイスリンク
  - 健康ランド
- 柏崎市陸上競技場
- 柏崎中央海水浴場
- 柏崎海浜公園
- 番神御野立公園
- 鯨波海水浴場
- 新潟県柏崎マリーナ
- 柏崎港
- 福浦八景